# Woodiphora retroversa
Woodiphora retroversa är en tvåvingeart som först beskrevs av Wood 1908.  Woodiphora retroversa ingår i släktet Woodiphora och familjen puckelflugor. Arten har ej påträffats i Sverige. Inga underarter finns listade i Catalogue of Life.